# 레오폴트 폰 랑케
레오폴트 폰 랑케(독일어: Leopold von Ranke, 1795년 12월 21일  ~ 1886년 5월 23일)는 엄밀한 사료 비판(史料批判)에 기초를 둔 근대 사학을 확립한 독일의 사학가이다. 역사 서술시 원사료에 충실하면서 사실을 객관적으로 기술하는 것을 중시하였고, 이를 바탕으로 하여 역사학의 독자적인 연구시야를 개척했다는 점에서 '근대 역사학의 아버지'라 불린다.
작센 튀링엔의 개신교 목사 집안에서 태어난 랑케는 베를린 대학에 봉직, 《로마 교황사(敎皇史)》,《종교개혁 시대의 독일사》, 미완성인 《세계사》 등 많은 저작을 남겼다. 그의 연구 대상은 정치사로서 문화사나 경제사에는 거의 관심이 없었다. 그의 역사관은 독일 관념철학에 관계되지만, 헤겔처럼 이념의 자기 발전 법칙을 부정하고 "모든 시대는 신(神)에 이어진다"고 하여, 어떤 시대도 각각 독특한 가치를 갖는다고 주장했다. 또 역사가는 "본래 그것이 어떻게 있었는가"를 알리는 것만을 의도해야 한다고 하여 객관주의를 지켰다. 그는 사실(事實)에 대한 순수한 사랑이 역사가의 기본적인 자질이라고 강조하였으며, 사실이 진정 어떠하였는가를 보여주기를 원할 뿐이라고 말하였다. 그가 믿는 역사 서술은 감정이나 가치 판단에 있어 주관성이 철저히 배제된 것이어야만 했으며 이것은 그의 신념인 동시에 확고한 실천 계율이었다. 그는 역사 사실은 사료 속에 원래 있었던 그대로 담겨져 있다고 보았다. 따라서 역사가의 임무는 비판적인 방법을 엄격히 적용하여 사료 속에 담겨진 순수한 사실을 발견해 내는 것이라고 확신하였다. 그래서 그는 "있었던 그대로 과거(wie es eigentlich gewesen)"를 밝혀내는 것이 역사가의 사명이라고 보았다. 그의 문하에서 인재가 배출되어 독일 사학의 전성기를 이루었다.

## 연구 활동
1824년, 랑케는 『1494년부터 1514년까지의 라틴 민족과 게르만 민족의 역사( Geschichten der romanischen und germanischen Völker von 1494 bis 1514 )』라는 저서를 발표하며 학문적 경력을 시작하였다. 그는 당시의 역사학자로서는 이례적으로 다양한 자료를 활용했는데, 회고록, 일기, 개인 및 공적 서신, 정부 문서, 외교 보고서, 목격자의 일인칭 증언 등이 이에 포함되었다. 이러한 방식은 고전문헌학의 전통에 의존하면서도, 고대의 이국적인 문헌보다는 일상적인 문서를 강조한 점에서 차별성을 보였다.
이 책은 당시 교육부 장관에게 깊은 인상을 주었고, 랑케는 국립 도서관조차 자유롭게 이용할 수 없었던 처지에서도 이러한 성과를 낸 점을 높이 평가받아, 1825년 베를린 대학교에 교수로 임용되었다. 그는 이후 약 50년간 베를린 대학교에서 재직하며 역사학 교육에 새로운 방식을 도입했다. 특히 세미나 제도를 활용하여 사료의 가치를 비판적으로 검토하는 방법을 학생들에게 가르쳤다.
이 시기 랑케는 역사철학을 둘러싼 중요한 학문적 논쟁에도 깊이 관여하였다. 그는 역사 발전이 시대에 따라 다양하게 전개된다고 본 법학자 프리드리히 카를 폰 자비니의 입장을 지지하였고, 역사 전체를 하나의 보편적 이야기로 파악한 철학자 게오르크 빌헬름 프리드리히 헤겔의 역사관을 비판하였다. 랑케는 헤겔의 역사관을 '획일적'이고 '모든 시대에 동일하게 적용되는 틀'로 간주하며 반대하였다.
베를린 대학에서 재직 중 랑케는 또한 16~17세기 베네치아 외교 문서 47권 전집을 최초로 역사학 연구에 도입한 인물로 평가된다. 이 시기는 여러 유럽 국가의 문서보관소가 개방되던 시기로, 그는 제자들을 이들 문서보관소에 파견하여 자료를 수집하게 하였고, 수업 시간에는 학생들이 발견한 1차 자료들을 토대로 토론을 진행하였다. 그는 무엇보다도 역사는 "그 일이 실제로 일어난 그대로"(wie es eigentlich gewesen) 기술되어야 한다고 주장했으며, 이로 인해 "비판적 역사학의 선구자"로 불리게 되었다. 랑케는 이 시기부터 2차 자료보다 1차 사료에 근거한 서술을 더욱 중시하게 되었다.
한편, 그는 빈에서 프리드리히 폰 겐츠(Friedrich von Gentz)와의 친분, 그리고 클레멘스 폰 메테르니히의 후원을 통해 베네치아 문서보관소 접근 권한을 부여받았는데, 랑케가 이를 처음으로 연구하며 사학 연구에 새로운 사료적 가치를 지닌 자원으로 활용하였다.
1829년에는 세르비아의 언어학자이자 민속학자인 부크 카라지치(Vuk Karadžić)로부터 제공받은 자료를 바탕으로 『세르비아 혁명(Die Serbische Revolution)』이라는 소책자를 집필하였다. 카라지치는 1804년 제1차 세르비아 봉기의 직접적인 목격자로서 경험을 전달해주었고, 이후 이 저작은 『세르비아와 19세기의 오스만 제국(Serbien und die Türkei im 19. Jahrhundert)』(1879)으로 확장되었다.
1832년부터 1836년까지는 프로이센 정부의 요청으로 『역사-정치 저널( Historische-Politische Zeitschrift )』을 창간·편집하였다. 랑케는 보수주의자로서 이 저널을 통해 자유주의 사상을 비판하였다. 1833년에는 「열강」, 1836년에는 「정치에 관한 대화」 등의 논문에서, 각 국가는 신으로부터 고유한 도덕적 성격을 부여받았으며, 개인은 자신이 속한 국가의 ‘이념’을 실현하기 위해 노력해야 한다고 주장하였다. 그는 독자들에게 프로이센 국가에 대한 충성을 유지하고, 프랑스 혁명의 사상은 프랑스에 국한된 것으로 간주하여 이를 거부할 것을 권유하였다.
1834년부터 1836년까지는 3권 분량의 『로마 교황들, 그들의 교회와 16세기 및 17세기의 국가(Die römischen Päpste, ihre Kirche und ihr Staat im sechzehnten und siebzehnten Jahrhundert)』를 출간하였다. 개신교도였던 랑케는 로마 교황청 비밀문서관인 바티칸 사도 문서고의 이용이 금지되었으나, 로마와 베네치아에 보관된 사문서를 바탕으로 16세기 교황청을 역사학적 연구의 대상으로 삼았다. 이 저작에서 "반종교개혁"이라는 용어를 처음으로 도입하였고, 바오로 4세, 이냐시오 데 로욜라, 비오 5세 등 주요 인물들의 생애를 기술했다. 랑케는 무엇보다도 1차 사료 중심의 연구를 지지하였다. 그는 “현대사는 이제 더 이상 당시의 역사가들이 보고한 내용에 의존하지 않을 것이다. 그들이 직접 경험한 사실을 기록한 경우를 제외하고는 말이다. 더욱이 사료에서 멀리 떨어진 저작물에 의존하는 일은 줄어들 것이며, 대신 목격자의 서술과 진정한 원사료에 기반을 두게 될 것이다”라고 강조하였다.
랑케의 『로마 교황들』은 출간 직후 교황청으로부터 반(反)가톨릭적이라며 비판을 받았고, 반대로 많은 개신교도들은 이 책이 가톨릭의 편을 들었다며 비판하였다. 그럼에도 불구하고 역사학계는 랑케가 16세기 카톨릭 교회의 상황을 시대적 맥락 속에서 공정하게 다루었다는 점, 그리고 정치적·종교적 요소들의 복합적인 상호작용을 신중하게 분석했다는 점에서 높은 평가를 내렸다. 영국의 가톨릭 사학자 액턴 경은 이 책을 16세기 교황청에 대해 집필된 가장 공정하고 균형 잡힌 연구라고 찬사하였다.
랑케는 명성이 정점에 이르던 1841년에 프로이센 궁정 사관으로 임명되었으며, 1845년에는 네덜란드 왕립예술과학아카데미의 회원이 되었다. 그는 1843년 7월 파리에서 아일랜드 출신 여성인 클라리사 헬레나 그레이브스(Clarissa Helena Graves, 1808년생)를 만났다. 그녀는 영국과 유럽 대륙에서 교육을 받았으며, 두 사람은 그 해 10월 1일에 약혼하고, 클라리사의 형제인 성공회 사제 로버트 퍼시벌 그레이브스가 주례한 영국 보우네스(Bowness)에서의 결혼식을 통해 정식으로 결혼하였다. 슬하에는 세 아들과 한 딸을 두었으나 아들 한 명은 유아기에 사망하였다.
랑케는 1847년부터 1848년까지 『프로이센사 9권(Neun Bücher preußischer Geschichte)』을 출간하였다. 이 책은 브란덴부르크의 호엔촐레른 가문과 국가의 역사를 중세부터 프리드리히 대왕에 이르기까지 서술하였다. 그러나 랑케가 프로이센을 하나의 중간 규모의 독일 국가로 묘사한 데 대해, 다수의 프로이센 민족주의자들은 자국의 위상을 축소한 것이라며 불쾌감을 드러냈다.
1852년부터 1861년까지는 『프랑스사 – 16세기와 17세기를 중심으로(Französische Geschichte, hauptsächlich im 16. und 17. Jahrhundert )』 5권을 출간하였으며, 프랑수아 1세에서 루이 14세에 이르는 시대를 다루었다. 이 저작에서도 그는 독일인임에도 불구하고 공정한 시각을 유지하였다는 찬사를 받았다.
1854년에는 바이에른 왕세자였던 막시밀리안 2세를 대상으로 진행한 일련의 강연에서, 랑케는 “모든 시대는 신 앞에서 동등하다”는 주장을 폈다. 이는 각 시대가 고유의 특수성을 지니고 있으며, 그 시대의 고유한 맥락에서 이해되어야 함을 의미한다. 그는 신은 역사의 전체를 조망하며 각 시대를 동일한 가치를 지닌 것으로 본다고 주장하였다. 이와 같은 관점에서 그는 각 시대를 선후의 진보로 판단하는 목적론적 역사관을 부정하였다. 즉, 중세는 르네상스보다 열등한 것이 아니라 단지 ‘다른’ 시대일 뿐이라는 것이다. 따라서 역사학자는 각 시대의 고유한 조건을 이해하고, 각 시대를 관통하는 일반적인 사상만을 밝혀내야 한다고 보았다. 그는 “플라톤 이후에는 더 이상 플라톤은 없다”는 말로, 인간사의 발전 개념을 거부하였다. 그의 결론은 “역사는 법정이 아니다”라는 문장으로 압축된다.
랑케는 기독교가 도덕적으로 가장 우월하며, 이를 개선할 수 없다고 보았다. 황제의 요청으로 집필한 『동방 문제에 대하여. 자문서( Zur orientalischen Frage. Gutachten )』에서 그는 오스만 제국과의 갈등을 본질적으로 종교적 문제로 보았으며, 오스만 제국 내 기독교인의 시민권은 기독교 유럽 국가들의 개입을 통해서만 보장될 수 있다고 주장하였다.
1854년부터 1857년까지는 『독일 종교개혁사(Deutsche Geschichte im Zeitalter der Reformation)』를 출간하였다. 그는 프랑크푸르트에서 제국의회에 파견된 대사들의 96권 분량 서신을 활용하여, 종교개혁을 종교적·정치적 요소가 동시에 작용한 결과로 분석하였다.
1859년부터 1867년까지는 『영국사 – 주로 16세기와 17세기 중심( Englische Geschichte vornehmlich im XVI und XVII Jahrhundert )』 6권을 출간하였으며, 이는 1870년부터 1884년에 걸쳐 9권의 확장판으로 재출간되었다. 이 시기에 그는 이미 80세에 접어들었고, 이후에는 자신의 기존 저작을 보완하는 형식의 독일사 관련 단편적 연구들에 집중하였다.

## 참고 자료
- 이 문서에는 다음커뮤니케이션(현 카카오)에서 GFDL 또는 CC-SA 라이선스로 배포한 글로벌 세계대백과사전의 내용을 기초로 작성된 글이 포함되어 있습니다.